# António José Severim de Noronha, hertig av Terceira
António José de Sousa Manoel de Menezes Severim de Noronha, greve av Vila Flor, hertig av Terceira, född den 10 mars 1792 i Lissabon, död där den 26 april 1860, var en portugisisk krigare och statsman.
Vila Flor gjorde sina lärospån i kriget mot Napoleon, vistades 1817-1821 som provinsguvernör i Brasilien och utmärkte sig 1826 vid bekämpandet av dom Miguel, men måste 1828 vid migueliternas seger fly till London. Han utrustade där för drottning Maria II da Glorias räkning en expedition till den henne trogna ön Terceira, tog där 1829 jämte Palmela ledningen av det konstitutionella partiet samt utnämndes av dom Pedro (Marias far) till befälhavare över de på Terceira varande stridskrafterna. Där samlade han också de trupper, med vilka dom Pedro 1832 bemäktigade sig Oporto. Utnämnd till hertig av Terceira, företog han 1833 en expedition till Algarve och framträngde jämte Palmela mot Lissabon, som efter migueliternas nederlag vid Almada besattes (juli samma år). Terceira tillbakaslog i september samma år segerrikt den miguelitiske överbefälhavaren Bourmonts anfall mot huvudstaden och gjorde genom kapitulationen vid Évora (maj 1834) ände på dom Miguels välde. Även efter inbördeskrigets slut spelade Terceira som ledare av "chartisterna" en betydande roll i sitt lands partifejder. Åren 1836, 1842, 1845 och 1859-1860 var han ministerpresident och vanligtvis även krigsminister.